# Kołobrzeg (stacja kolejowa)
Kołobrzeg – stacja kolejowa w Kołobrzegu, w województwie zachodniopomorskim, w Polsce. Według klasyfikacji PKP ma kategorię dworca turystycznego.
Orientacyjny, najkrótszy czas dojazdu do większych polskich miast: Koszalin – 0:34 godz. (EIP), Szczecin – 2:05 godz., Gdańsk – 2:55 godz. (EIP), Poznań – 3:55 godz., Warszawa – 5:50 godz. (EIP), Wrocław – 6:30 godz., Łódź - 7:40 godz., Kraków - 8:20 godz. (EIP).

## Ruch pasażerski
| Rok  | Wymiana roczna | Wymiana pasażerska na dobę | miejsce w Polsce |
| ---- | -------------- | -------------------------- | ---------------- |
| 2017 | 1 020 000      | 2 800                      | 89               |
| 2018 | 1 100 000      | 3 000                      |                  |
| 2019 | 1 170 000      | 3 200                      | 89               |
| 2020 | 695 000        | 1 900                      | 82               |
| 2021 | 986 000        | 2 700                      | 74               |
| 2022 |                | 4 000                      | 89               |

## Historia
Kołobrzeska stacja została oficjalnie otwarta 1 czerwca 1859 roku, w dniu otwarcia linii do Białogardu – była to wtedy stacja czołowa nieprzelotowa. Ten stan rzeczy zmienił się 25 maja 1882 roku, gdy oddano do użytku należącą do Towarzystwa Kolei Żelaznej Dąbie - Kołobrzeg (Altdamm-Kolberger Eisenbahn) linię w kierunku Szczecina. 18 maja 1899 Kołobrzeg staje się stacją węzłową – zostaje otwarta linia do Koszalina.

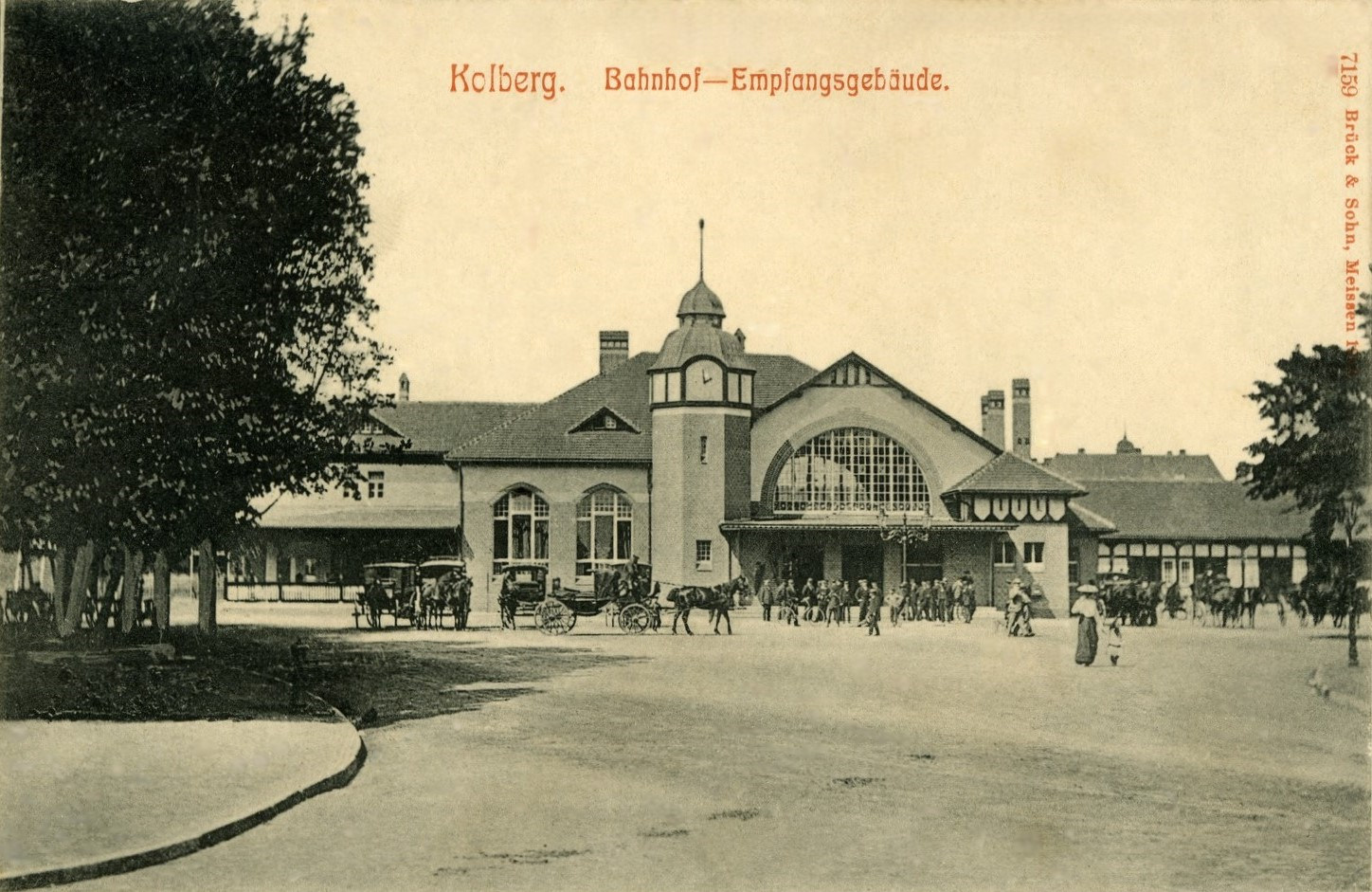
Widok dworca w 1906 roku.

W roku 1945 w czasie bitwy o Kołobrzeg w rejonie dworca toczyły się ciężkie walki. Niemcy użyli w działaniach bojowych pociąg pancerny Panzerzug 72A. 17 marca Wojsko Polskie dokonało natarcia na dworzec kolejowy, który został zdobyty w nocy przez oddziały 7 Pułku Piechoty.
Drugim kołobrzeskim dworcem normalnotorowym był Kołobrzeg Kostrzewno (niem. Kolberg Siederland), leżący u zbiegu ulic Jedności Narodowej, Solnej i Bałtyckiej – obecnie nosi on nazwę Kołobrzeg Stadion.
Oprócz tego istniała stacja Kołobrzeg Wąskotorowy, stacja zlikwidowana na początku lat 60. XX wieku – stacja początkowa Kołobrzeskiej Kolei Wąskotorowej wiodącej m.in. do Karlina, Gościna i Dargocic. Stacja ta znajdowała się w obok dworca Kołobrzeg Kostrzewno.
Wszystkie trzy linie dochodzące do stacji są jednotorowe. Linia do Goleniowa nie jest zelektryfikowana; przewozy pasażerskie obsługują na niej autobusy szynowe, a ruch towarowy jest niewielki.
W marcu 2015 Przewozy Regionalne podpisały z Skanską umowę na rozbudowie hali postojowej EZT. 8 grudnia tego samego roku odbyło się uroczyste otwarcie obiektu.
W styczniu 2024 zakończył się remont budynku dworcowego – m.in. odtworzono historyczny kształt wieży, okien i drzwi wejściowych, wyremontowano elewację i zamontowano jej podświetlenie. We wnętrzu zamontowano elektroniczne wyświetlacze z rozkładem jazdy, odrestaurowano historyczny fryz oraz wymieniono wyposażenie, w tym ławki i oświetlenie. Nowym elementem są kasy dworca autobusowego we wschodniej części budynku.

## Galeria

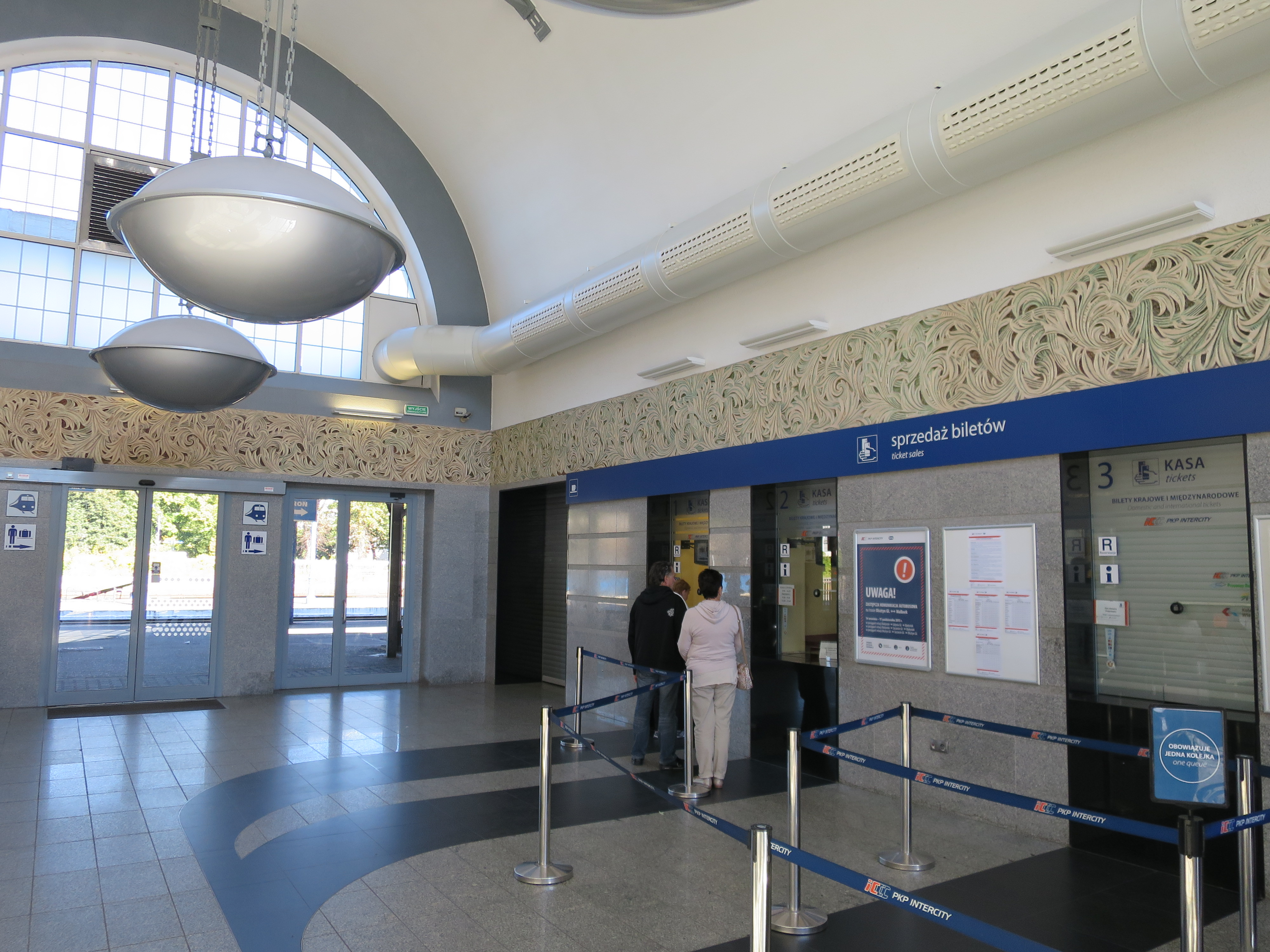
Wnętrze dworca
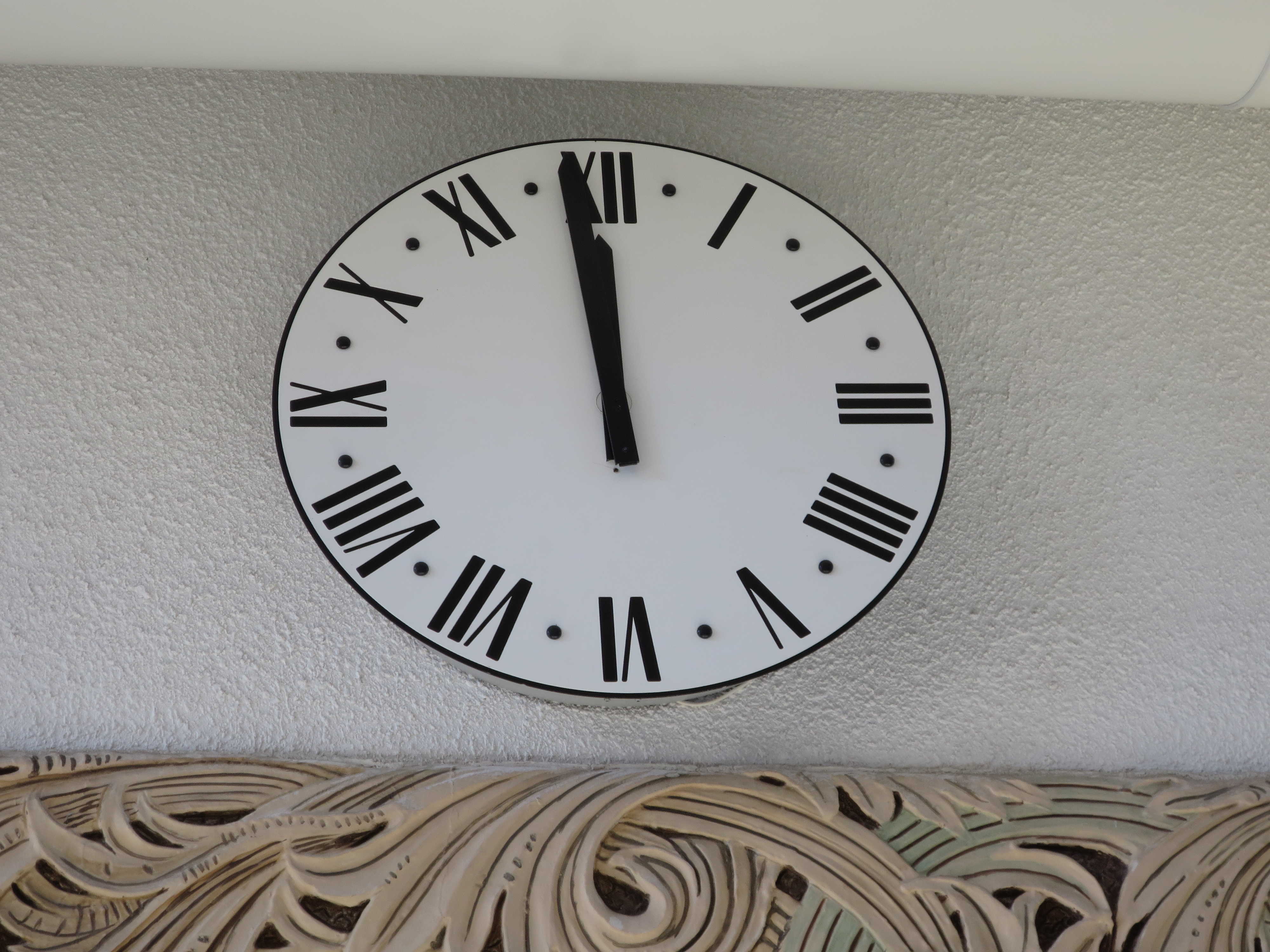
Zegar stacyjny
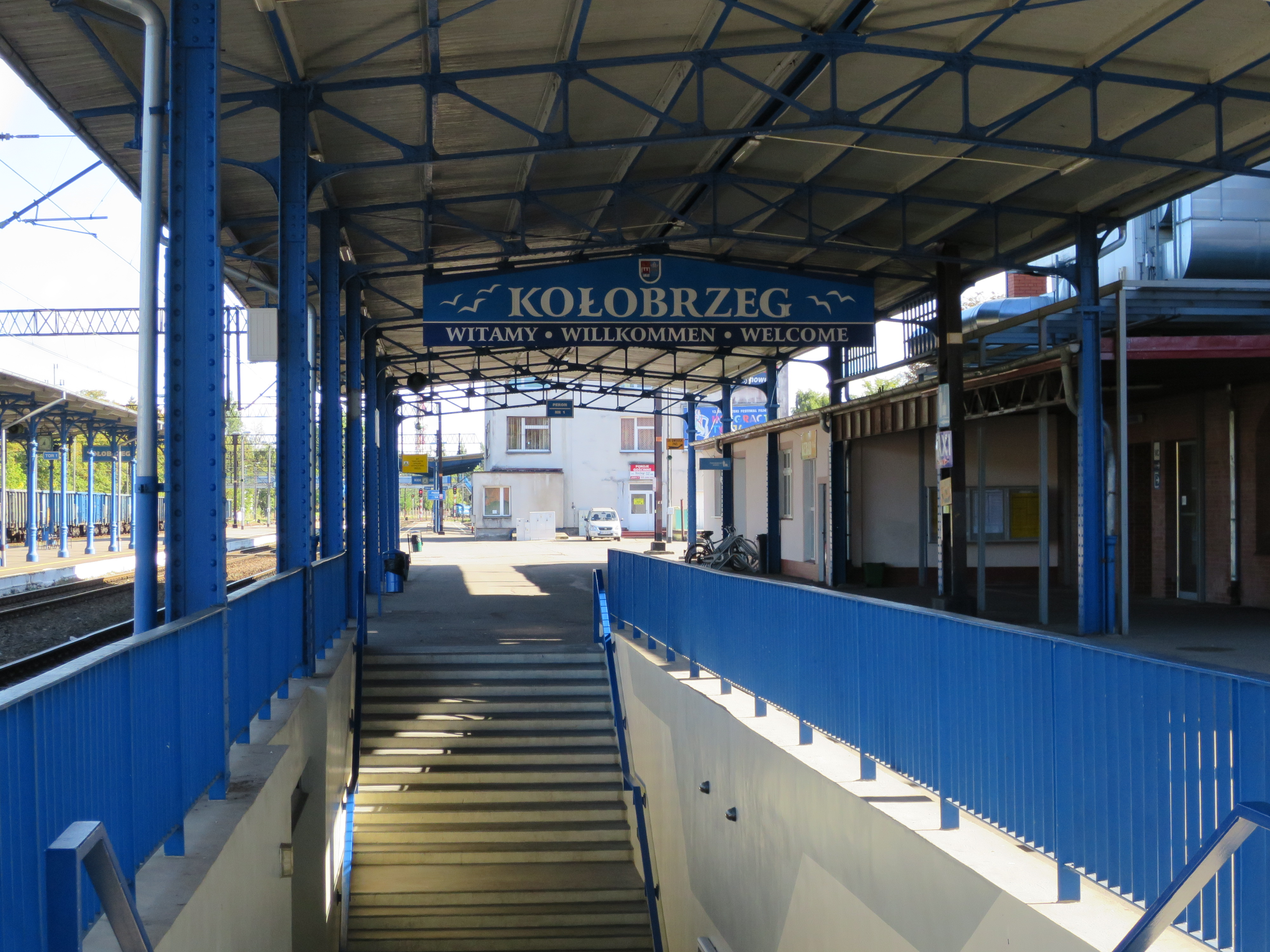
Wyjście na peron
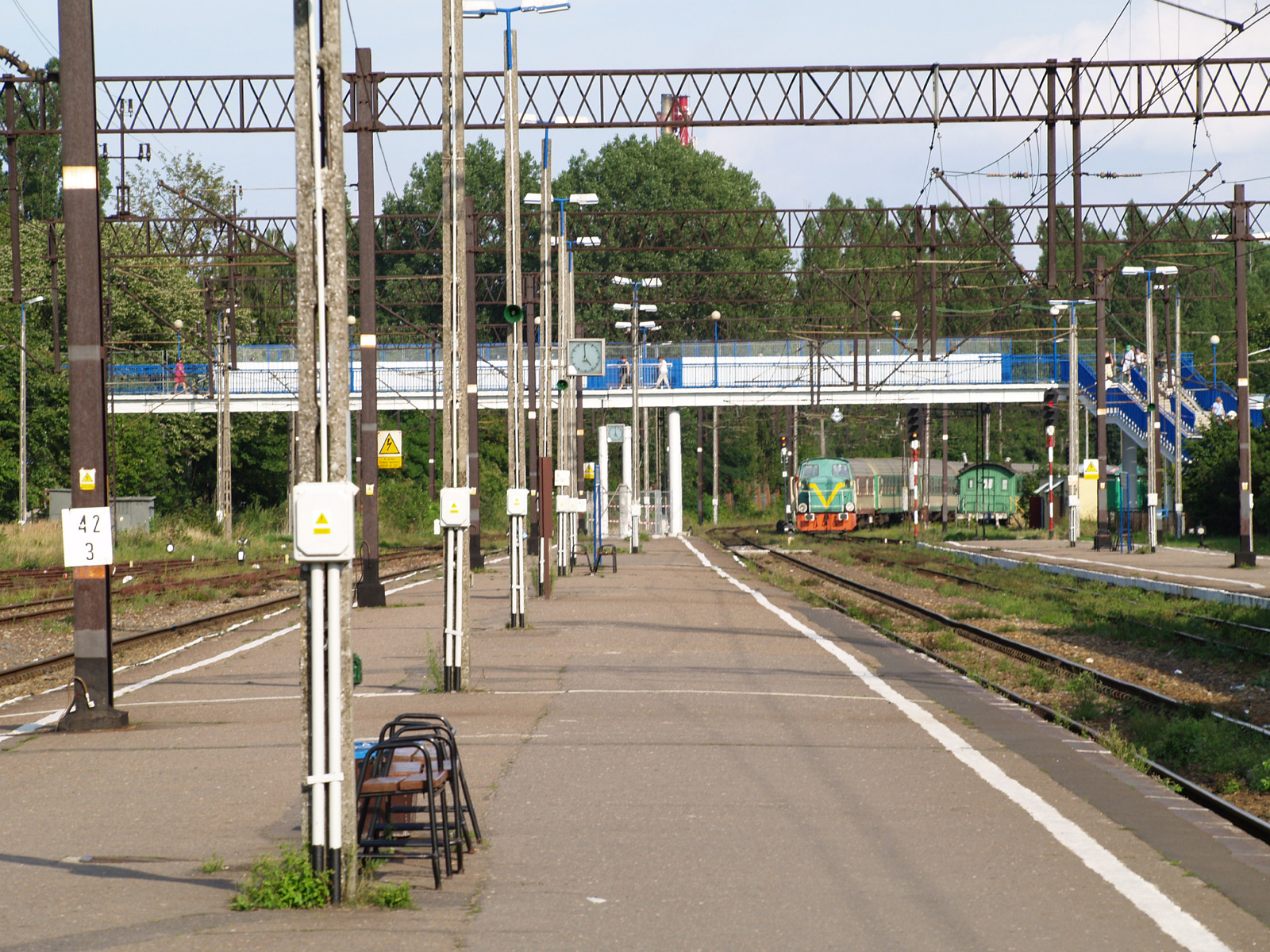
Widok z peronu 2 w stronę wschodnią
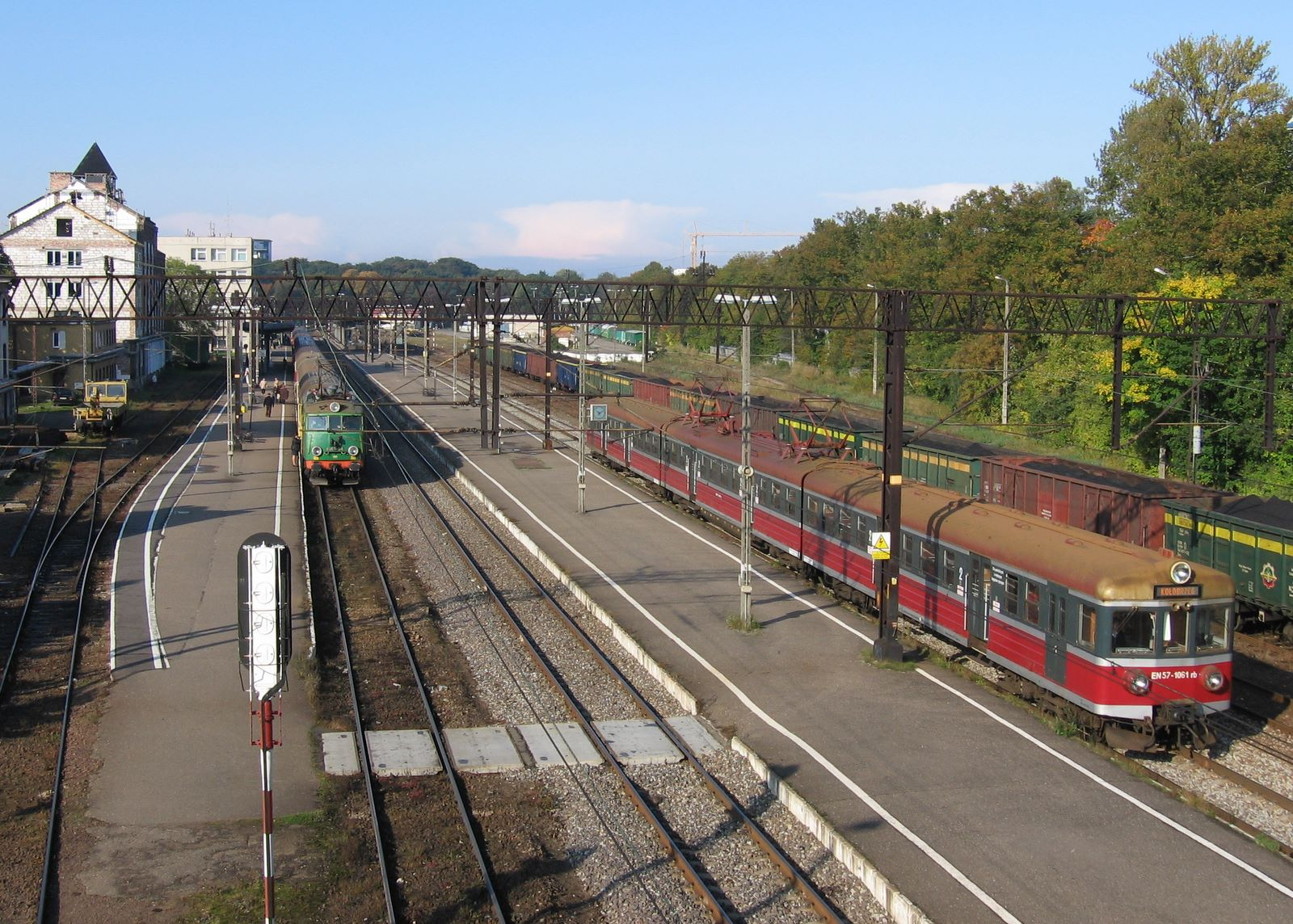
Widok na stację z wiaduktu
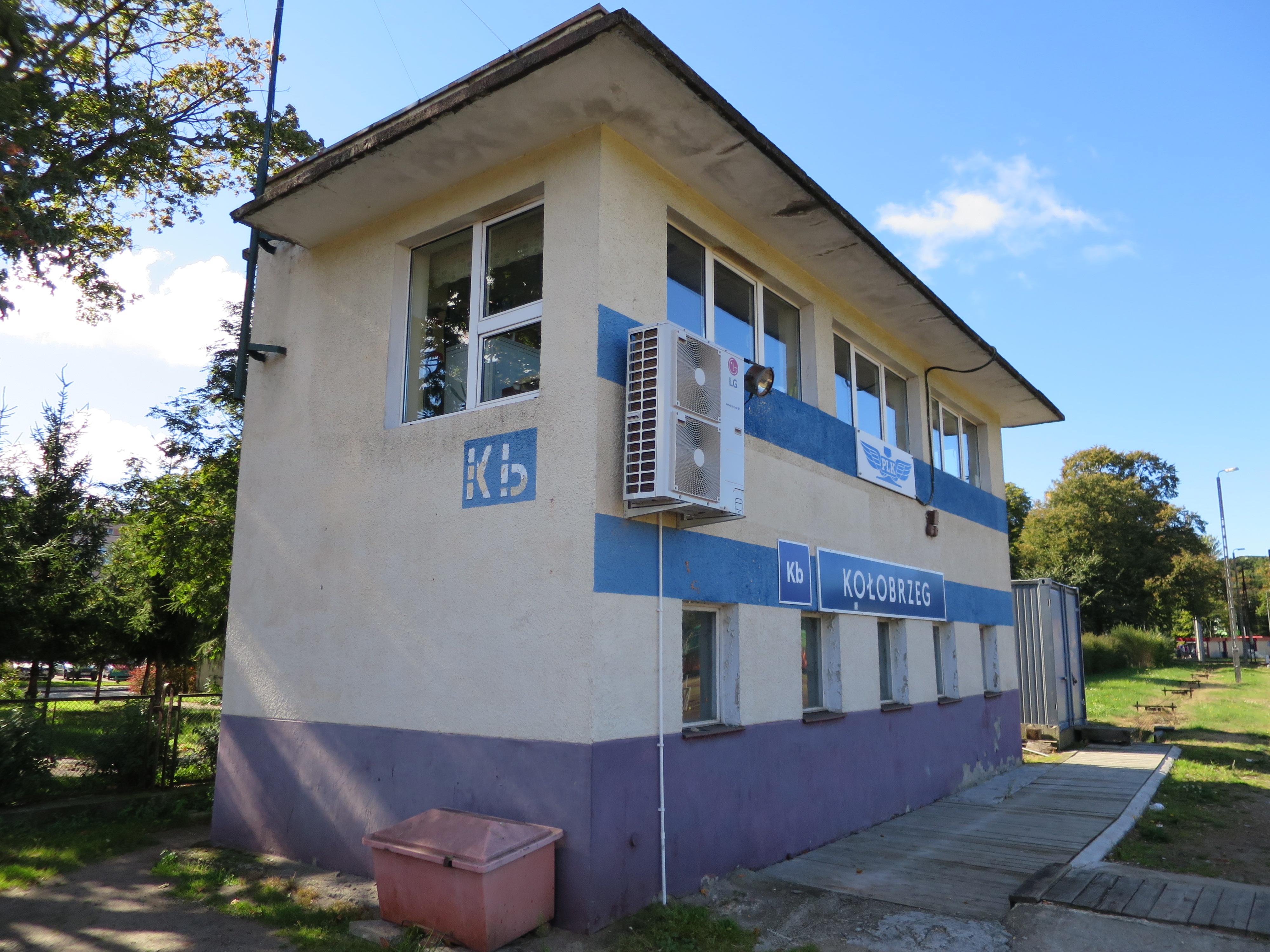
Nastawnia Kb
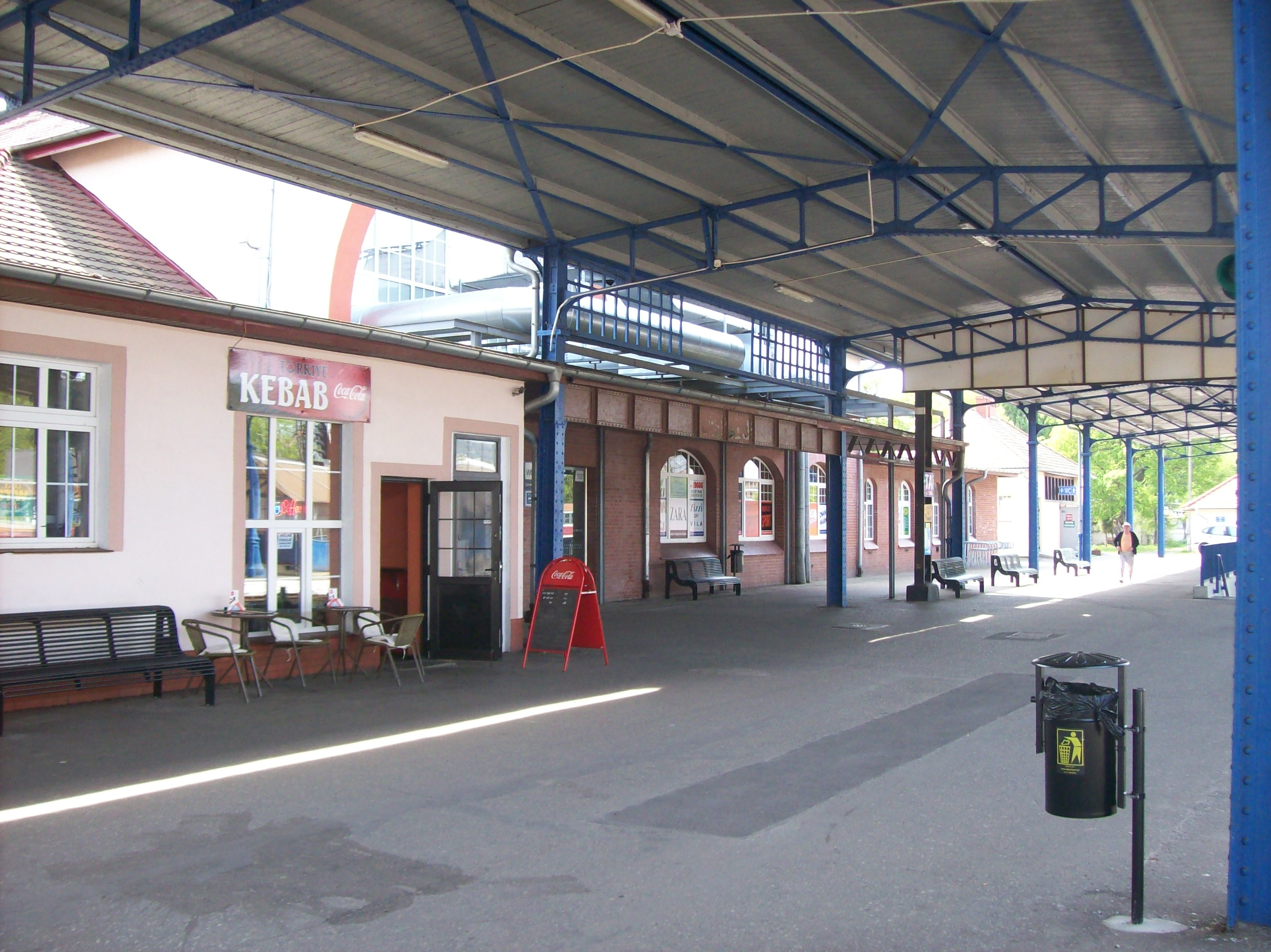
Peron 1 kołobrzeskiego dworca
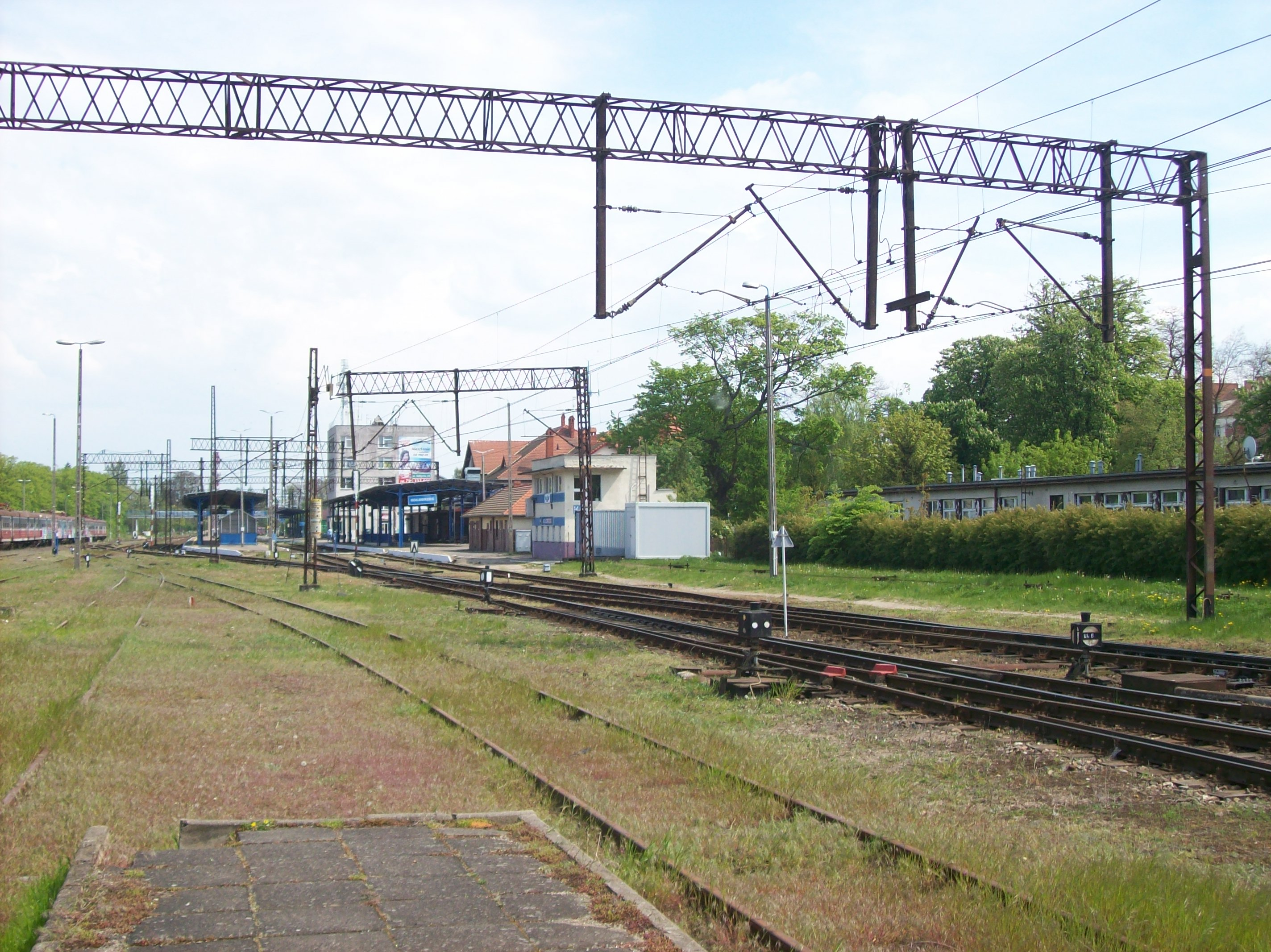
Widok na stację kolejową w Kołobrzegu od strony Trzebiatowa